# Onthobium boucheti
Onthobium boucheti là một loài bọ cánh cứng trong họ Bọ hung (Scarabaeidae).